# Ungheria ai VI Giochi olimpici invernali
L'Ungheria partecipò ai VI Giochi olimpici invernali, svoltisi a Oslo, Norvegia, dal 14 al 25 febbraio 1952, con una delegazione di 12 atleti impegnati in quattro discipline.

## Medaglie
| Medaglia | Atleta                    | Sport                 | Evento                         |
| -------- | ------------------------- | --------------------- | ------------------------------ |
| Bronzo   | Marianna Nagy László Nagy | Pattinaggio di figura | Pattinaggio di figura a coppie |